# Around the Sun
Around the Sun är ett album med rockgruppen R.E.M., utgivet 2004 som gruppens 13:e studioalbum.
Albumet fick ett något mildare mottagande än de senast föregående. Det toppade albumlistan i Storbritannien men i USA räckte det endast till en trettondeplats. Förstasingeln "Leaving New York" blev en hit i Storbritannien, med en fjärdeplats på singellistan, men misslyckades helt att ta sig in på Hot 100 i USA. På samma vis hade även övriga singlar, "Aftermath", "Electron Blue" och "Wanderlust", vissa framgångar i Storbritannien men floppade helt i USA.
På låten "Outsiders" medverkar rapparen Q-Tip, lite liknande KRS-Ones medverkan på "Radio Song" från Out of Time. Under liveframträdanden har dock Stipe gjort även rappdelen.

## Låtlista
Samtliga låtar skrivna av Peter Buck, Mike Mills och Michael Stipe.
1. "Leaving New York" - 4:49
2. "Electron Blue" - 4:12
3. "The Outsiders" - 4:14
4. "Make It All Okay" - 3:44
5. "Final Straw" - 4:07
6. "I Wanted to Be Wrong" - 4:35
7. "Wanderlust" - 3:03
8. "Boy in the Well" - 5:22
9. "Aftermath" - 3:53
10. "High Speed Train" - 5:03
11. "The Worst Joke Ever" - 3:38
12. "The Ascent of Man" - 4:07
13. "Around the Sun" - 4:28